# Васильевка (Волгоградская область)
Васильевка — село в Октябрьском районе Волгоградской области России, административный центр Васильевского сельского поселения.
Население — 411 (2010)

## История
Основано в конце XIX века как посёлок Мишко-Васильевский. Посёлок находился на границе Области Войска Донского и Астраханской губернии. Впервые упоминается в Списке населенных мест Области войска Донского по переписи 1873 года. Согласно Списку в посёлке Мишино-Васильевском проживало 178 душ мужского и 161 женского пола. Согласно переписи населения 1897 года посёлок Мишко-Васильевский относился к Громославской волости Второго Донского округа, в хуторе проживало 205 душ мужского и 213 женского пола
Согласно Алфавитному списку населённых мест Области Войска Донского 1915 года в посёлке Мишко-Васильевском проживало 263 души мужского и 249 женского пола.
С 1920 года — в составе Царицынской губернии, с 1928 года — Нижне-Волжской области, Сталинградского округа Нижне-Волжского края, с 1935 года — Сталинградской области. В 1935 году на момент образования Ворошиловского (впоследствии Октябрьского) района село являлось административным центром Васильевского сельсовета (с 1959 по 1966 годы в составе Громославского сельсовета.
В годы Великой Отечественной войны в районе села проходил один из оборонительных рубежей Сталинграда.

## Физико-географическая характеристика
Село расположено в степи в пределах западной покатости Ергенинской возвышенности, относящейся к Восточно-Европейской равнине, на берегах реки Мышкова. Средняя высота над уровнем моря — 80 метров. В окрестностях — полезащитные лесополосы, распространены каштановые солонцеватые и солончаковые почвы.
По автомобильным дорогам расстояние до областного центра города Волгограда (до центра города) составляет 190 км, до районного центра посёлка Октябрьский — 34 км. Менее чем в километре к востоку от Васильевки расположено село Капкинка.
Климат
Климат континентальный, засушливый, с жарким летом и относительно холодной и малоснежной зимой (согласно классификации климатов Кёппена — Dfa). Среднегодовая температура воздуха положительная и составляет + 9,0 °C. Средняя температура самого холодного января −6,5 °С, самого жаркого месяца июля +24,6 °С. Многолетняя норма осадков — 365 мм. В течение года количество осадков распределено относительно равномерно: наименьшее количество осадков выпадает в марте (норма осадков — 23 мм), наибольшее количество — в июне (38 мм).
Часовой пояс
Васильевка, как и вся Волгоградская область, находится в часовой зоне МСК (московское время). Смещение применяемого времени относительно UTC составляет +3:00. Истинный полдень — 11:48:24

## Население
| 2002 |
| ---- |
| 503  |

| 1873 | 1897 | 1915 | 2010 |
| ---- | ---- | ---- | ---- |
| 339  | ↗418 | ↗512 | ↘411 |